# クリント・ホッキング
クリント・ホッキングは、カナダのゲームディレクター、ゲームデザイナー。ユービーアイソフトで『スプリンターセル』や『Far Cry 2』などに関わり、ルーカスアーツ、Valve Corporation、アマゾンゲームスタジオにも短期間在籍していた。

## 生い立ち
1972年9月18日、カナダのモントリオール出身。

## 経歴
ホッキングは、バンクーバーにあるブリティッシュコロンビア大学で美術の修士号を取得している間に、ウェブサイト会社のライターとしてキャリアをスタートさせた。この間、彼はUnreal Engineを使用したMod製作や、ゲームのレベル(ステージ)製作などを行っていた。この経験を生かして、彼はユービーアイソフト モントリオールに「何となく」履歴書を送り、新規ステルスアクション『スプリンターセル』のレベルデザイナーとして採用された。開発中に脚本家とゲームデザイナーの両方がプロジェクトを離れ、ホッキングはレベルデザイナーに加えて、その2つの役割も引き継いだ。『スプリンターセル』は批評家から高く評価され、レビュー収集サイトのMetacriticでは、「世界的な称賛」を受けた。
『スプリンターセル』の発売後、UBIモントリオールは『スプリンターセル カオスセオリー』の開発を始め、ホッキングは引き続き脚本家とリード・レベルデザイナーを務めた。アルファ版の頃、クリエイティブディレクターを依頼されるも、すでに2つの役職を持っていたため当初は辞退した。しかし1週間後に考えが変わり、結局引き受けた。2年間の開発期間中、ホッキングは週に80時間働いていた。この仕事量は、同僚と過ごした時間を忘れてしまうなど、彼の脳にダメージを与えたと語っている。『カオスセオリー』は発売と同時に批評家から絶賛され、商業的にも成功を収めた
。ホッキングはその後すぐに、オープンワールド形式のファーストパーソン・シューティングゲーム『Far Cry 2』で、クリエイティブディレクターとして開発を開始した。発売と同時に、『Far Cry 2』は批評家からも好評を博した
。ただ、作動不良を起こす銃器や度々発作を起こすマラリアなど、賛否両論な部分もあった
。
2010年5月、ホッキングは「居心地が良すぎる」と感じ、新たな挑戦を求めて9年勤めたUBIモントリオールから去った。
3ヶ月後、ホッキングはサンフランシスコに拠点を置くルーカスアーツに、未発表プロジェクトのクリエイティブディレクターとして入社した。しかし2012年6月、ホッキングは新しいゲームをリリースすることなくルーカスアーツを去った。彼は「新たなことに移りたい」と述べており、ルーカスアーツではどのようなプロジェクトに携わっていたのかは不明だが、その2週間後、ホッキングはシアトルにあるValve Corporationに不特定多数の役職で入社した。2014年1月、またもホッキングはゲームをリリースすることなくValveを去った。
同年4月、同じくシアトルに拠点を置くアマゾンゲームスタジオに入社。Kindle Fire向けの不特定多数のプロジェクトのシニアゲームデザイナーとして働いていたが
、2015年8月に退社した。ホッキングは「新しい人たちと仕事をするのは楽しいが、7年間ゲームを出していないことに気付いて、人々がプレイするようなものに取り組みたい」と語っていた。また、アメリカでグリーンカードを取得することの難しさと、3回もビザを取得していたことが、カナダに戻りたいと思ったもう一つの理由という。数日後、彼はUBIのトロントスタジオに戻り、そこにはスタジオの設立にも関わった自分も知っている人物も多く残っており、彼らとの再会に興奮していたことを語っている。スタジオでの最初のプロジェクトは、E3 2019で発表されたゲーム『ウォッチドッグス レギオン』のクリエイティブディレクターであった。ホッキングによれば、『ウォッチドッグス』（2014年）と『ウォッチドッグス2』（2016年）を手掛けた開発者のほとんどが、『Far Cry 2』の時に彼のチームの一員であったという。『レギオン』は2020年10月29日にリリースされ、概ね好評なレビューを受けた。
ホッキングはこれまでのキャリアを通じて、ビデオゲーム雑誌『Edge』に毎月コラムを執筆している。2008年のゲーム・デベロッパーズ・チョイス・アワードでは、ゲーム業界のベテランであるラフ・コスター、レイ・ミュジカ、ライアン・レッサー、ブライアン・レイノルズと共に、特別賞受賞者を選ぶ諮問委員会の一員にもなっている。

### Ludonarrative dissonance
2007年のブログ記事で、ホッキングは「Ludonarrative dissonance」という言葉を、ゲーム上の物語と実際のプレイ上での不調和を表す言葉として使用した。「Ludonarrative」とは、「ルドロジー(ludology)」と「ナラティヴ(narrative)」の複合語である。この記事で彼は『BioShock』を批判し、「物語は主人公に無私であることを望んでいるが、ゲームの実際のプレイは利己主義と権力の追求に依存していると感じる」と述べている。

## 私生活
カナダ人で、妻と一人の息子がいる。

## 関連作品

### コンピュータゲーム
| 発売年 | 邦題 原題                                                                | 役職                                                                   | 備考 |
| ------ | ------------------------------------------------------------------------ | ---------------------------------------------------------------------- | ---- |
| 2002   | スプリンターセル Tom Clancy's Splinter Cell                              | ゲームデザイナー/スクリプトライター/レベルデザイナー                   |      |
| 2005   | スプリンターセル カオスセオリー Tom Clancy's Splinter Cell: Chaos Theory | クリエイティブ・ディレクター/スクリプトライター/リードレベルデザイナー |      |
| 2008   | Far Cry 2                                                                | クリエイティブ・ディレクター/ライター                                  |      |
| 2020   | ウォッチドッグス レギオン Watch Dogs: Legion                             | クリエイティブ・ディレクター                                           |      |

### 映画・テレビ
| 公開年 | 邦題 原題          | 役名 | 備考             |
| ------ | ------------------ | ---- | ---------------- |
| 2011   | Gamers Heart Japan | 本人 | ドキュメンタリー |